# Georges Dupré
Georges Dupré (Saint-Étienne, 1869 - París, 1909), fou un escultor i gravador de medalles francès.

## Biografia
Va ser alumne d'Oscar Roty (1846 - 1911) i Gabriel-Jules Thomas (1824-1905). Va estar associat a la Societat d'Artistes Francesos des de 1902, on va guanyar una menció d'honor al Saló dels artistes francesos el 1893.

### Premis
- 1896-1r Gran Premi de Roma per les medalles [de gravat | d'enregistrament] i pedres precioses en 1896.
- Al Saló de Pintura i Escultura:
- 1899- medalla de tercera classe;
- 1901-medalla de segona classe;
- 1904-medalla de primera classe.

## Galeria

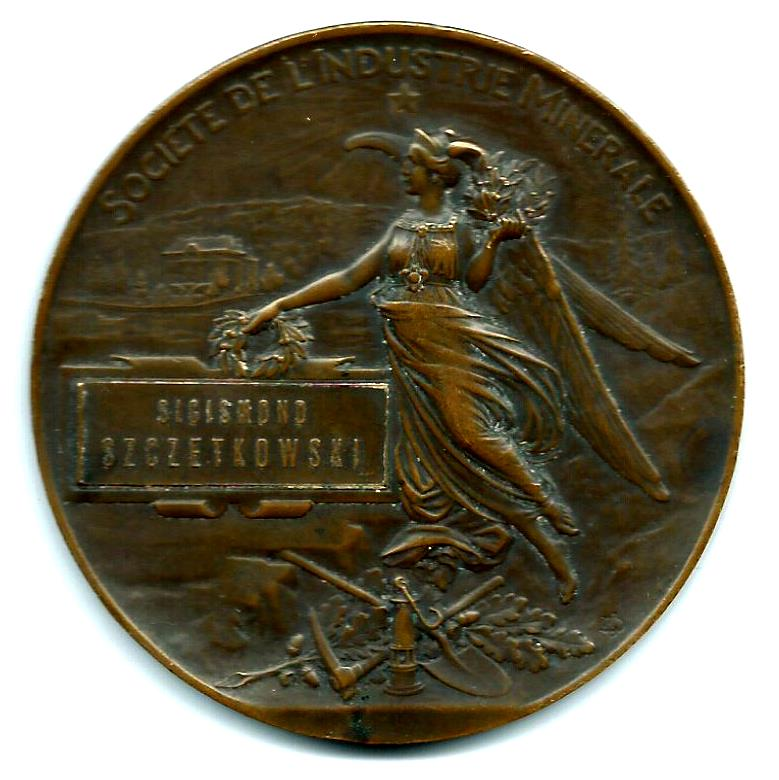
Medalla «Zygmunt Szczotkowski» Société de l'industrie minérale